# Barri llunyà
Barri llunyà (遥かな町へ, Harukana machi e) és un còmic manga del japonès Jiro Taniguchi publicat el 1998. El 2003 va rebre el premi Alph'Art del millor guió al Festival del Còmic d'Angulema. El 2010 se'n va fer una adaptació live-action dirigida per Sam Garbarski.
Aquest manga ha estat editat al català per l'editorial Ponent Mon en un sol volum. Va ser traduït per Berta Ferrer i adaptat gràficament per Frédéric Boilet. Va sortir a la venda l'1 de gener de 2007.

## Guió
S'explica la història d'un home de 48 anys que accidentalment pren un tren que el porta a la ciutat on va viure els seus primers anys, on torna a una adolescència que observa amb uns altres ulls per l'experiència ja viscuda.

## Publicació
| Volum | Data de publicació en català | ISBN                   |
| ----- | ---------------------------- | ---------------------- |
| 01    | 1 de gener de 2007           | ISBN 978-8-496-42755-6 |

## Crítica
Barri llunyà fou inclòs al llistat de mangues del llibre 501 mangas que leer en español (Norma, 2019) dels divulgadors Estrada i Bernabé. Els autors cualifiquen aquest manga com a molt complet i una de les millors portes d'entrada a l'obra de Taniguchi, autor que «destaca per la seva mirada contemplativa, per fixar-se sempre en els petits detalls i, malgrat ser també un autor de gènere [...], allò pausat i emocional és el que domina a les seves obres més aclamades».